# Excellent Walaza
Excellent Walaza (Soweto, 8 aprile 1988) è un ex calciatore sudafricano, di ruolo attaccante.

## Carriera

### Club
Ha giocato tutta la carriera in Sudafrica.

### Nazionale
Nel 2008 ha rappresentato la nazionale sudafricana alla Coppa d'Africa.